# Dutch Clark
College Football Hall of Fame 1951
Pro Football Hall of Fame 1963
(en) Statistiques sur pro-football-reference
Stanley James Brock (né le 11 octobre 1906 à Fowler et mort le 5 août 1978 à Cañon City) est un joueur et entraineur américain de football américain évoluant au poste de quarterback.

## Carrière

### Jeunesse
Les premiers matchs de Clark se font à la Central High School de Pueblo vers 1922. Son premier entraîneur Oscar Herigstad le positionne au poste de fullback où il enregistre de bonnes prestations.
Il s'illustre dans d'autres sport comme le basket-ball ainsi que le baseball mais dans ce dernier, il éprouve des difficultés dues à des troubles de la vision de son œil gauche. Il est diplômé en 1926.

### Joueur

#### Université
Clark se dirige d'abord vers l'université du Michigan mais revient dans son État natal du Colorado au Colorado College. Il continue de pratiquer plusieurs sports à l'université. L'entraîneur de l'équipe de football W.T. Van DeGraaff le fait jouer aux postes de running back, quarterback, kicker pour les drops, punter, linebacker, safety et punt returner.
Lors de la saison 1928, il marque 50,7 % des points de son équipe (103 des 203 points). Remarqué, il devient la cible des recruteurs de la NFL. En 1930, il obtient un baccalauréat en biologie.

#### Professionnel

##### Débuts chez les Spartans
Il commence sa carrière professionnelle dans l'Ohio avec les Spartans de Portsmouth où il évolue aux postes de quarterback, kicker et punter. En ce temps, les Spartans ne comptent que seize joueurs dans leur effectif. Lors de sa première saison, il marque neuf touchdowns, tous sur des rushs. La saison 1932 le voit faire ses débuts au poste de quarterback mais les débuts sont compliqués avec 32,7 % de réussite à la passe. À part cela, il réalise une bonne saison 1932 avec 55 points marqués (meilleur marqueur de la saison), dix transformations (meilleur tireur de transformation de la saison) et enfin trois field goals (meilleur marqueur de field goals de la saison).
Après ces deux saisons prometteuses, il décide de se mettre en retrait en revenant dans le Colorado pour entraîner l'équipe d'une école.

##### Nouvelle ère avec les Lions
Du fait de la Grande Dépression, les Spartans changent de ville pour Détroit et se renomment les Lions. Alors qu'il n'a pas joué depuis une année chez les pros, « Dutch » marque huit touchdowns tous sur des rushs (meilleur marqueur de touchdowns sur des rushs de la saison) et retrouve un poste de quarterback avec 46 % de réussite. Il marque 73 points à lui tout seul lors de cette saison 1934.

##### Titre de champion avec les Lions
Il remporte lors de la saison 1935 le titre de champion de la NFL avec Détroit après leur victoire sur les Giants de New York 26-7. Cette victoire permet notamment à Clark de figurer dans le Life magazine ainsi que dans le Detroit News. Lors des saisons 1935 et 1936, il continue d'affoler les statistiques avec le titre de meilleur marqueur de touchdowns en 1936, de meilleur marqueur de points en 1935 et 1936, de meilleur marqueur de touchdowns en 1935 et enfin de meilleur marqueur de transformations en 1935 et 1936.

#### Entraîneur-joueur
À partir de 1937, il devient entraîneur des Lions mais garde toujours son poste de joueur. Le bilan de sa première année est positif avec 7-4, alignant encore de bonne statistiques avec cinq touchdowns sur des rushs (meilleur marqueur de la saison). En 1938, il continue cette expérience qui converge vers un autre score de 7-4. Après cette saison 1938, il est remplacé par Gus Henderson.

#### Entraîneur
En 1939, Clark devient l'entraîneur des Rams de Cleveland mais pendant les quatre saisons qui passent, la mayonnaise ne prend pas et les Rams n'arrivent pas à se qualifier pour les play-offs. Après une saison 1942 s'achevant sur un 5-6, il est remplacé.